# بورگزین
بورگزین (به آلمانی: Burgsinn) یک منطقهٔ مسکونی در آلمان است که در ماین-اشپسارت واقع شده‌است.